# Dead Man’s Party
Dead Man’s Party — пятый альбом нью-вейв-группы Oingo Boingo, выпущенный в 1985 году. Обложка альбома — дань уважения мексиканскому празднику Día de Los Muertos.

## Музыка
Альбом включает в себя различные музыкальные стили, чем предыдущие релизы группы, с более подходящим для поп-музыки звучанием и танцевальными аранжировками.
Эльфман заявил, что написал главный сингл альбома «Weird Science» спонтанно в своей машине, после того как ему позвонил режиссёр Джон Хьюз по поводу написания песни для его предстоящего фильма «Ох уж эта наука!». Песня стала самым коммерчески успешным синглом группы, о чём позже Эльфман пожалел, так как считал, что «просто не было ощущения, что она действительно является частью репертуара [группы].»

## В кино и на телевидении
«Just Another Day» стала открывающей темой фильма 1985 года «Это было тогда... Это было сейчас». Она также прозвучала в 1 эпизоде 2 сезона сериала Netflix «Очень странные дела», где она подчеркивает вступительную сцену Хоппера, хотя и несколько анахронично, поскольку эпизод происходит 28 октября 1984 года, за год до фактической даты выхода альбома Dead Man’s Party.
Заглавный трек появляется в фильме 1986 года «Снова в школу», где группа исполняет песню вживую на вечеринке. Также она прозвучала в сериале «Чак», в эпизоде «Чак против Ступора».
«No One Lives Forever» звучит в первых двух минутах фильмов Cannon Group: «Техасская резня бензопилой 2» 1986 года и «Искривлённый низ» 1987. Позже она была задействована в фильме «Каспер: Начало» (1997) и в качестве темы для эпизода ток-шоу «Рэйчел Рэй» от 29 октября 2010 года.
Песня «Stay» стала хитом в Бразилии и использовалась в качестве музыкальной темы для теленовеллы Top Model, что увеличило популярность группы в этой стране и привело к выпуску бразильского сборника, Stay. Также она прозвучала в «Донни Дарко: Режиссёрская версия» и в австралийском фильме 2021 года «Есть вопросы, Бен?».
Последний трек, «Weird Science», был написан для вышеупомянутого одноимённого фильма Джона Хьюза и снова использовался в качестве темы сериала «Чудеса науки» в США.

## Переиздание
В 2021 году Rubellan Remasters объявила о переиздании Dead Man’s Party в виде расширенного CD-издания с бонус-треками.

## Список композиций
Слова и музыка всех песен — Дэнни Эльфмана.
| №  | Название               | Длительность |
| -- | ---------------------- | ------------ |
| 1. | «Just Another Day»     | 5:14         |
| 2. | «Dead Man's Party»     | 6:23         |
| 3. | «Heard Somebody Cry»   | 4:39         |
| 4. | «No One Lives Forever» | 4:16         |

| №                   | Название                | Длительность |
| ------------------- | ----------------------- | ------------ |
| 5.                  | «Stay»                  | 3:39         |
| 6.                  | «Fool's Paradise»       | 4:36         |
| 7.                  | «Help Me»               | 3:47         |
| 8.                  | «Same Man I Was Before» | 3:26         |
| 9.                  | «Weird Science»         | 6:10         |
| Общая длительность: | Общая длительность:     | 41:00        |

### Бонус-треки CD 2021 года
| №   | Название                                        | Длительность |
| --- | ----------------------------------------------- | ------------ |
| 10. | «Take Your Medicine»                            | 4:31         |
| 11. | «Just Another Day (Single Version)»             | 4:01         |
| 12. | «Dead Man's Party (Short Version)»              | 3:48         |
| 13. | «Weird Science (Single Version)»                | 3:50         |
| 14. | «Stay (Stay Late Mix)»                          | 6:00         |
| 15. | «Dead Man's Party (Party 'Til You're Dead Mix)» | 8:36         |
| 16. | «Weird Science (Extended Dance Version)»        | 6:30         |

## Чарты
| Чарт (1985/86)                | Позиция |
| ----------------------------- | ------- |
| США (Billboard 200)           | 95      |
| Австралия (Kent Music Report) | 65      |

## Участники записи
Oingo Boingo
- Дэнни Эльфман — вокал, ритм-гитара
- Джон Авила[англ.] — бас-гитары, вокал
- Стив Бартек — гитары
- Майк Бачич — клавишные
- Джон Эрнандес — барабаны, перкуссия
- Сэм Фиппс[англ.] — тенор-саксофон
- Леон Шнайдерман — баритон-саксофон, альт-саксофон
- Дейл Тёрнер[англ.] — труба, тромбон

Технический персонал
- Майкл Фронделли — сведение
- Билл Джексон — звукоинженер
- Дэвид Леонард — звукоинженер, сведение («Weird Science»)
- Стюарт Фарушо — второй звукоинженер (запись)
- Пол Леви — второй звукоинженер (запись)
- Майк Клостер — второй звукоинженер (запись)
- Джуди Клэпп — второй звукоинженер (сведение)
- Чарли Паккари — второй звукоинженер (сведение)
- Лаура Энгель — помощник продюсера студии
- Уолли Трауготт — мастеринг
- Ларри Вигон — арт-директор, дизайн
- Джейми Оджерс — арт-директор, фотография
- Селеста Уильямс — создание глиняной фигуры